# Вікові дуби (Жмеринське лісництво)
Вікові́ дуби́ — ботанічна пам'ятка природи місцевого значення в Україні. Об'єкт природно-заповідного фонду Вінницької області. 
Розташована в межах Жмеринського району Вінницької області, на території Северинівської сільської ради. 
Площа 0,07 га. Оголошена відповідно до рішення Вінницького облвиконкому від 14.05.1964 року № 187. Перебуває у віданні ДП «Жмеринський Держлісгосп» (Жмеринське л-во, кв. 58, 60, вид. 12, 6). 
Статус надано для збереження групи красивих екзотичних дерев дуба звичайного віком близько 200 років.